# Walter Stauffer
Ernst Walter Stauffer (* 7. Januar 1887 in Sesto Cremonese, Italien; † 26. Februar 1974 in Bern; heimatberechtigt in Eggiwil) war ein italienisch-schweizerischer Unternehmer und Mäzen.

## Leben
Walter Stauffer war Sohn von Fritz Stauffer, welcher 1883 mit seiner Frau Elisabeth vom Emmental nach Italien ausgewandert war. Als Käser stellte Vater Fritz zusammen mit seinem Bruder in Italien Emmentaler- und Sbrinzkäse her. Sohn Walter wuchs teilweise in Sesto Cremonese und teilweise in Bern auf, wo er eine kaufmännische Ausbildung absolvierte. Darauf folgten Lehrjahre in Lyon und Paris. Vom väterlichen Käsereigeschäft übernahm er 1912 Teilbereiche und baute in Cremona ein mehrstöckiges Gebäude und einen sehr grossen Käsekeller. Dort wurde bald Käse in industriellem Massstab hergestellt und über das von seinem Onkel aufgebaute Vertriebsnetz in ganz Italien verkauft. Unter Benito Mussolini änderte er seinen Namen auf Gualtiero Stauffer. Durch das Käsegeschäft zu Wohlstand gekommen, kaufte er nicht nur in Italien, sondern auch in der Schweiz viele Immobilien.
Stauffer kannte sich kaum in der Musik aus und erfuhr erst spät von der Geigenbauertradition in seinem Wirkungsort Cremona, weil er oft von Geschäftspartnern im Ausland darauf angesprochen wurde. Vom früher bedeutenden Geigenbau in Cremona (Werkstätten unter anderem von Amati, Guarneri del Gesù, Antonio Stradivari) war zur Zeit Stauffers nur noch eine kleine staatliche Geigenbauschule übriggeblieben. Er beschloss, diese Schule zu fördern. Dazu kaufte er einen Renaissance-Palast und schenkte ihn 1969 der Stadt, um dort die Geigenbauschule unterzubringen. Auch ein musikwissenschaftliches Zentrum wurde darin eingerichtet. Über die Stiftung Centro di Musicologia Walter Stauffer wurde durch ihn die finanzielle Basis auch für die Zukunft gesichert. Diese Institution schrieb Stipendien für Schweizer Bürger aus, welche Geigenbau oder Musik-Paläographie studieren wollten.
Während eines Aufenthalts in Bern starb Stauffer in einem Hotelzimmer an einem Herzinfarkt. Der Junggeselle Stauffer vermachte sein ganzes Vermögen von 100 Milliarden Lire (auf 2023 umgerechnet rund 50 Millionen Franken) der erwähnten Stiftung.

## Ehrung
- 1971: Ehrenbürgerrecht der Stadt Cremona als Dank für die Schenkung des Palazzo Raimondi.[7]